# طية

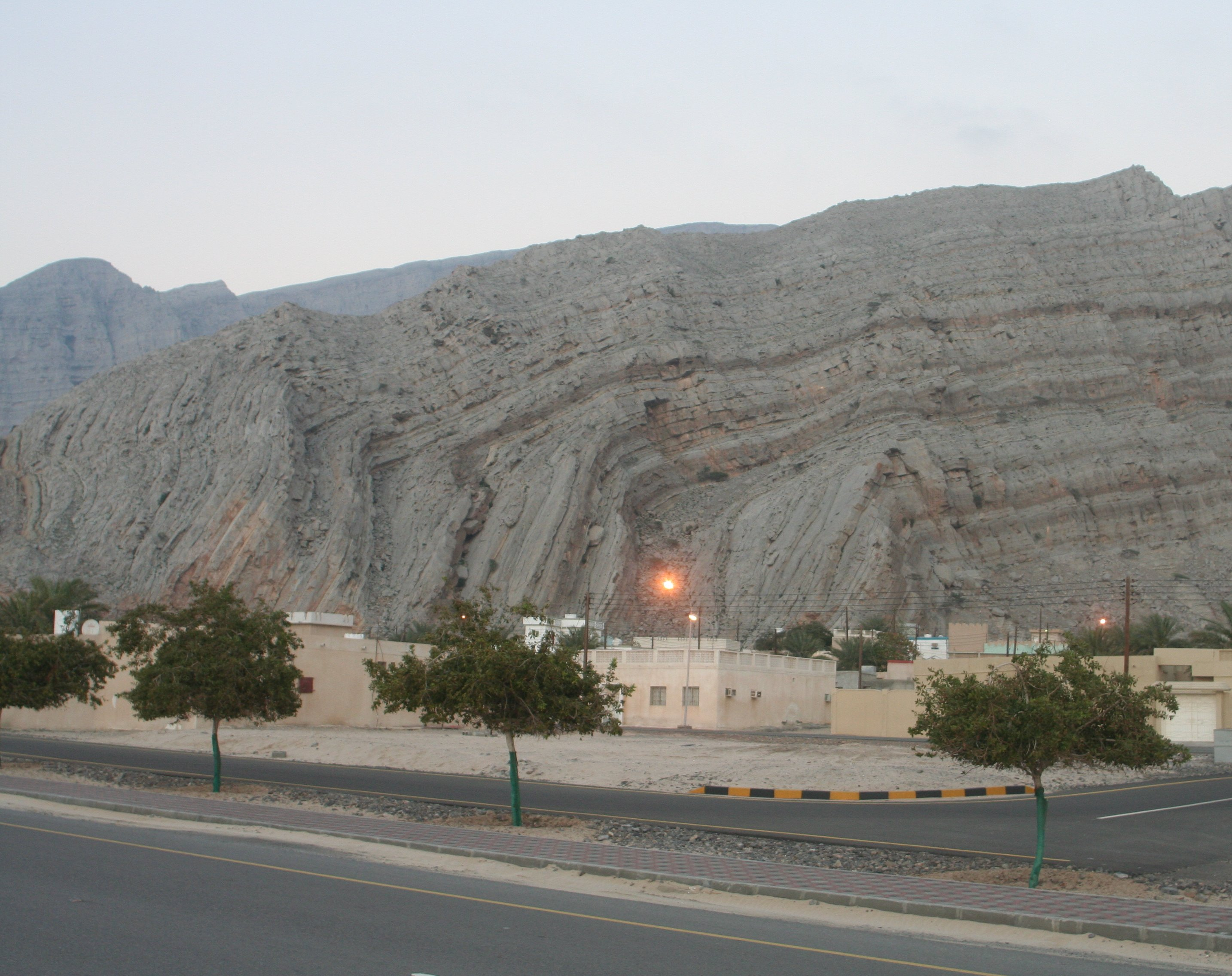
صخور رسوبية مطوية في سلطنة عمان

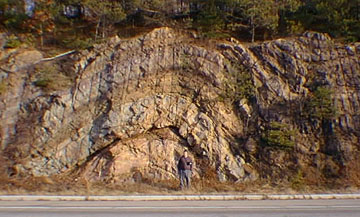
طية محدبة

الطية (بالإنجليزية: Fold)‏ هي التركيب الذي ينشأ عندما ينحني أو يتقوس سطح الطبقة الذي كان في الأصل مستويا وذلك نتيجة تأثير قوى الضغط أو الشد فيه.

## أجزاء الطية الرئيسية
1. محور الطية Fold Axis: هو الخط الواقع على قمة سطح الطبقة المطوية والذي يصل بين النقاط التي يبلغ عندها انحناء سطح الطبقة أقصاه. ويسمى محور الطية كذلك خط المفصل.
2. جناحا الطية Fold Limb: هما الطبقتان اللتان تشكلان جانبي الطية وتلتقيان عند محور الطية.
3. المستوى المحوري Axial Plane: هو المستوى الذي ينصف الزاوية بين جناحي الطية.

أنواع الطيات:
الطية المحدبة
الطية المقعرة

## تصنيف الطيات

### على أساس اتجاه الجناحين

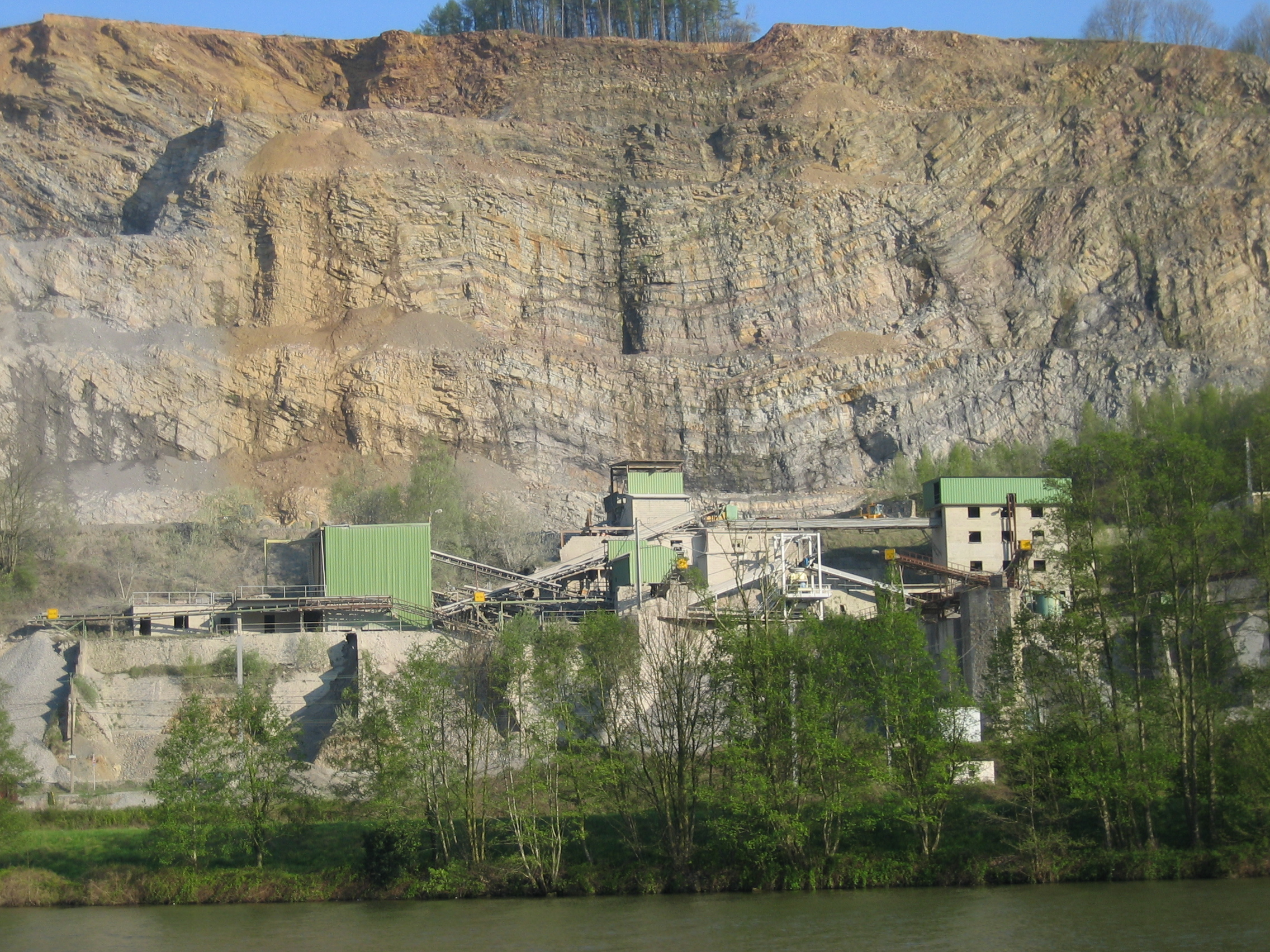
طية مقعرة

- طية محدبة Anticline: وفيها يتقارب جناحا الطية نحو الأعلى، أي أن الجناحين يميلان بعيدا عن المستوى المحوري للطية، وينتج بتأثير قوى الشد.

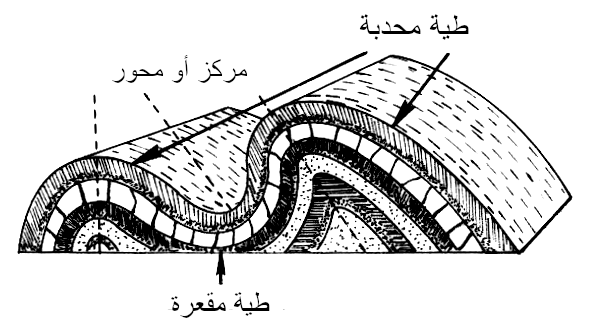
طية محدبة بجانبها طية مقعرة

- طية مقعرة Syncline: وفيها يتقارب جناحا الطية نحو الأسفل أي أن الجناحين يميلان نحو المستوى المحوري للطية، وتنتج بتأثير قوى الضغط.

### على أساس مقدار ميل الجناحين
- طية متماثلة Symmetrical Fold: وتنشأ عندما يميل جناحا الطية (المحدبة والمقعرة) بزاوية ميل متساوية في الاتجاهين ويكون المستوى المحوري لكل منهما رأسيا وتتكون عادة مثل هذه الطيات عندما تتعرض الطبقات لضغط متساو من الجانبين.
- طية غير متماثلة Asymmetrical fold: وتنشأ عندما يميل كل جناح من جناحي الطية (المحدبة والمقعرة) بزاوية ميل تختلف عن الأخرى، وبذلك يصبح المستوى المحوري للطية مائلا عن المستوى الرأسي. وتتكون هذه الطية عندما يكون الضغط من أحد الجانبين أكثر من الآخر فيكون ميل أحد الجناحين أكبر من ميل الآخر.
- طية مضطجعة (نائمة) Recumbent Fold: وتنشأ عندما يصبح جناحا الطية في وضع أفقي تقريبا نتيجة الضغط المتزايد ويكون المستوى المحوري لهذه الطية أفقيا حيث تصبح الطبقات القديمة فوق الطبقات الأحدث منها.
- طية مقلوبة Overturned Fold: هي تلك التي يزيد فيها مقدار عدم التماثل حتى يزيد الميل في أحد جناحيها على 90ْ، وفي هذه الحالة يكون المستوى المحوري مائلا عن المستوى الرأسي بدرجة كبيرة وتكون الطبقات المكونة لأحد الجناحين مقلوبة.
- قبة Dome: وهذا التركيب تميل فيه الطبقات من جميع الإتجاهات بعيدا عن نقطة متوسطة تسمى مركز القبة.

*الحوض Basin: وهي الطية التي تميل فيها الطبقات إلى الداخل في جميع الإتجاهات نحو نقطة متوسطة تسمى مركز الحوض، وهي عكس القبة.

## أهمية الطيات
- يمكن تحديد عمر الطبقات النسبي من الطيات وذلك لقراءة تاريخ الأرض (لمعرفة الطبقات الأقدم والأحدث).
- تعتبر الطيات المحدبة من أهم التراكيب الجيولوجية المناسبة لتجمع النفط حيث يتجمع عادة في قمة الطية.
- للطيات المقعرة أهمية كبيرة في حركة وتجمع المياه الأرضية.
- تعد الطيات المقعرة أماكن تجمع هامة لبعض الرواسب المعدنية مثل رواسب الفوسفات.